# Gemshorn
Gemshorn är en bergstopp i Schweiz.   Den ligger i distriktet Visp och kantonen Valais, i den södra delen av landet, 100 km söder om huvudstaden Bern. Toppen på Gemshorn är 3 548 meter över havet, eller 41 meter över den omgivande terrängen. Bredden vid basen är 130 m.
Terrängen runt Gemshorn är huvudsakligen mycket bergig. Närmaste större samhälle är Zermatt, 15,4 km sydväst om Gemshorn. 
Trakten runt Gemshorn består i huvudsak av gräsmarker. Runt Gemshorn är det mycket glesbefolkat, med 6 invånare per kvadratkilometer.